# 리가 슈퍼마켓 지붕 붕괴 사고
리가 막시마 슈퍼마켓 지붕 붕괴(라트비아어: Lielveikala "Maxima" sagrūšana Rīgā)는 2013년 11월 21일 약 18시에 라트비아 리가의 졸리투데 프리에다이네 거리에 위치한 막시마 슈퍼마켓 지붕이 붕괴한 사건이다. 처음 목격자들은 폭발음이 들렸다고 보고해 미디어는 초기 붕괴 원인으로 보일러 폭발을 지목하였으나 아니라는 것이 곧 밝혀졌다. 소방관 3명을 포함한 54명이 사망했고, 잔해 밑에서 생존자 36명을 발견하고 병원으로 이송되었다. 총 부상자는 39명으로 확인되었다. 1950년 증기선 마야콥스키 호 침몰로 147명이 사망한 이후 리가에서 일어난 최악의 참사이다.

## 건물 개요
이 건물은 붕괴 2년 전인 2011년 11월 3일 완공되었다. 라트비아 설계사 KUBS의 Zane Kalinka와 Andris Kalinka가 설계를 맡았다. 홈부르크 발다(Homburg Valda)에서 부동산 개발을 담당하였고 건축은 Re&Re에서 담당하였다. 완공 이후 올해의 라트비아 건축물 상을 수상하였다. 건물 개장 수 개월 전 슈퍼마켓에서 화재가 발생하였고 인명 피해는 없었다. 건물 붕괴 당시에도 Re&Re는 공사를 진행하고 있었다. 슈퍼마켓 건물의 면적은 4,750m²이며 건설 비용은 약 140만 유로이다. 막시마 슈퍼마켓이 있는 부분은 SIA Tineo에서 소유하고 있으며, 원 소유주는 현재에도 근처 아파트 단지를 소유한 홈부르크 그룹이다. Tineo는 막시마 그룹의 역외회사로 발트3국 및 주변 지역에서 유통 체인을 운영하고 있으며, 이 건물의 막시마 XX 슈퍼마켓을 운영하고 있다. 사건 초기에 이 회사에서 건물의 소유권을 주장하였다. 건물 내에는 은행, 미용실, 환전소, 신문 및 애완동물 가게가 있었다.
건물을 구성하고 있던 녹색 지붕은 일부만 완공되었다. 처음에는 지붕에 20~30cm 두께 토양층을 만들기로 계획하고 있었다. 근처 아파트 주민을 위해 벤치와 작은 휴양지, 조약돌 포장로 같은 휴양시설을 만들고자 했다. 붕괴 직전까지 녹색 지붕 및 지하 주차장이 건설 중이었다.

## 붕괴
한 목격자 증언에 따르면 11월 21일 오후 4시 21분경 화재 경보기가 울렸으며 전원 대피하라는 알림이 방송되었다고 하였다. 보안 담당자는 지하의 용접 작업 때문에 울렸다고 판단하였고, 실제 화재가 일어나지 않았음을 확인한 다음 거짓 경보라고 판단하여 화재 경보기를 껐다. 나중에 회사 소유주는 건물의 경보기가 화재 등 비상 사태에 울리도록 설계되었으며, 지하실의 수도관 근처에 경보기가 설치되어 있기 때문에 지붕이 붕괴되어 생긴 먼지로는 경보기를 작동시킬 수 없다고 밝혔다. 막시마 라트비아의 이사진은 확인 가능한 위험 요소가 없는 경우 탈출 경보를 울리지 않도록 하는 보안 수칙을 이행하였다고 밝혔다. 건물에 입주해 있었던 소형 상점들은 막시마와는 달리 대피 및 폐쇄가 이루어졌다.
지붕은 현지 시간 오후 5시 41분부터 붕괴하기 시작하였다. 목격자 증언에 의하면 카운터 위쪽 지붕이 붕괴되기 시작하였고, 경찰에서 붕괴 직전의 CCTV 영상을 공개하면서 확인되었다. 나중에 밝혀진 바에 의하면 6, 7, 8번 계산대에서 붕괴가 시작되었다. 건물 내 상점에서는 50여명이 일하고 있었고, 상점에 있는 고객 수는 알 수 없었으나 구조가 시작되기 전 많은 사람들이 탈출할 수 있었다. 건물의 전기 시스템이 자동으로 문을 잠가 버려서 갇힌 사람들은 유리창을 깨고 탈출하였다. 지붕의 잔해는 건물 안쪽 및 밖에 주차된 차 위로 떨어졌다.
붕괴가 시작된 지 1시간 후인 오후 7시 4분에 지붕이 추가로 붕괴하여 몇 명의 소방관들이 고립되었다. 또 다른 소방관은 11월 23일 초기에 붕괴된 잔해를 치우는 중 부상당했다고 하였다.
11월 23일 오후 5시 52분 추가 붕괴가 진행되었다. 추가 붕괴로 인하여 파견된 구조대 중 피해를 입은 사람은 없었다.

## 구조

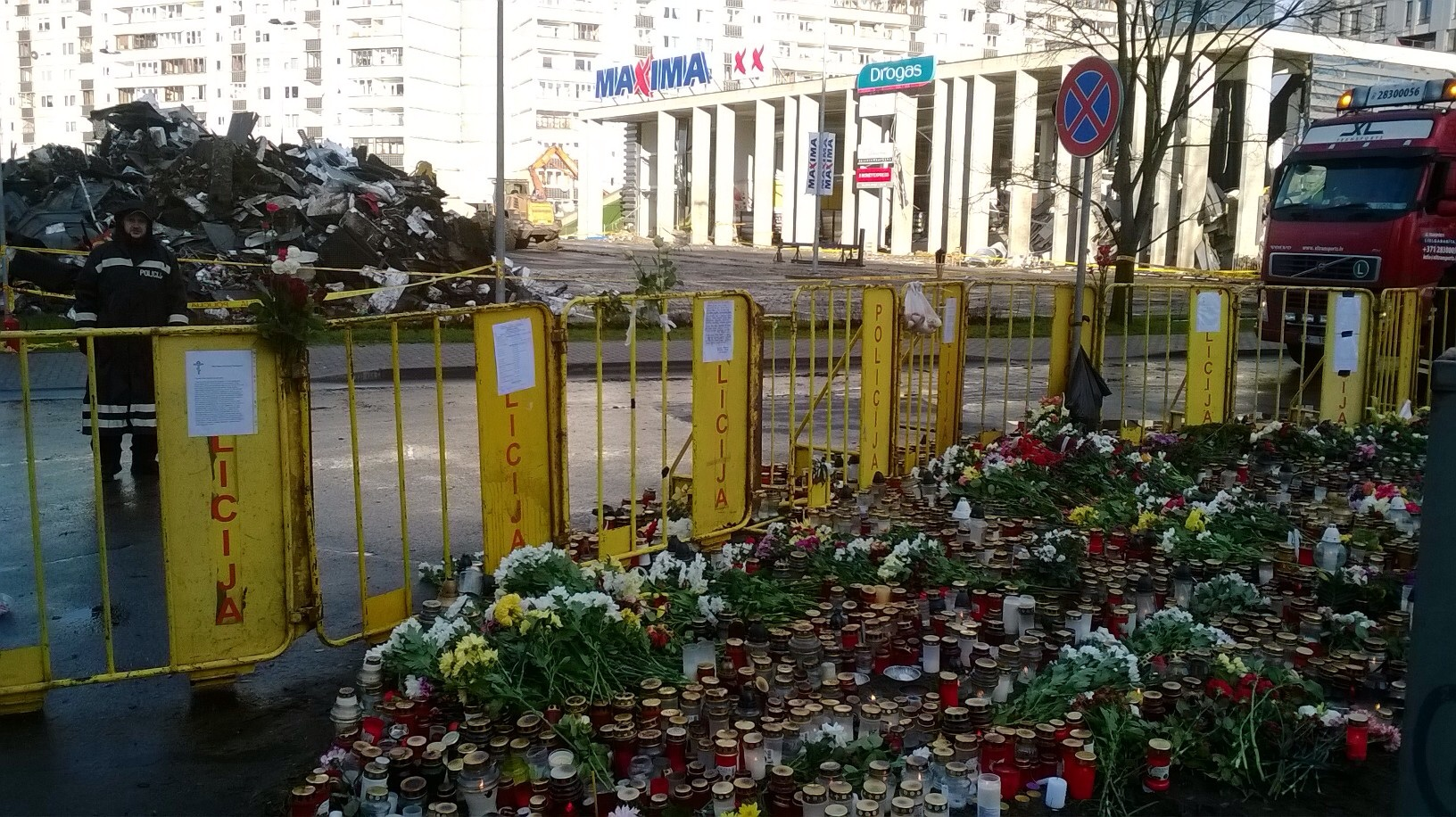
사고 잔해 근처의 희생자 추모를 위한 촛불과 꽃

오후 5시부터 6시까지는 슈퍼마켓의 사람이 가장 많기 때문에 최소 100명이 고립되었을 것이라고 예상하였다. 붕괴 직후 첫 긴급 호출로 인하여 소방관, 구급차, 경찰이 수 분 내로 도착하였다. 최소 13대의 소방차가 파견되었으며, 이 중에는 90km 떨어진 림바지에서 파견된 소방관도 있었다. 초기 붕괴 후 소방관이 진입하였으나 2차 붕괴가 발생하여 세 명의 소방관이 사망하고 일부가 고립되었다. 2차 붕괴 전후로는 소방관들만 건물로 진입할 수 있었으며 구조된 사람들은 가게 바로 앞에 주차된 구급차로 이송되었다. 아다지에 있는 군 훈련소의 불도저 및 40명의 군인들이 파견되어 구조를 도왔다. 건물 바로 앞에 소방관과 구급차 작업자들을 위한 텐트가 설치되었으며, 소방관들은 30분마다 교대하였다. 라트비아 군 트위터에 의하면 사건 현장에 군인이 110명 파견되었다.
2차 붕괴 이후 추가 붕괴 위험으로 인하여 건물에는 최대 5명의 소방관만 진입이 허용되었다. 생존자를 찾기 위해서 여러 번 소리를 줄였으며, 일부 휴대폰들은 잔해 속에서 울렸다. 부상자들은 파울스 스트라딘스 대학병원, 리가 동부 대학병원, 리가 제2병원 등으로 이송되었고 1명의 어린이는 아동 병원으로 이송되었다. 지역 내 병원에서 긴급 수혈 요청을 받은 여러 시민들은 금요일 오전에 자발적으로 수혈하였고, 수혈 목표량을 조기에 달성할 수 있었다.
11월 23일 오후 7시경 3차 붕괴로 인하여 지붕이 무너져서 구조 작업이 중단되었다. 이전 구조 작업에서 발견된 희생자들의 상태를 고려하였을 때 추가 생존자가 없을 것이라고 판단하였다. 당시 7명의 실종자가 있었으나 건물 내에 있는지 여부는 확실하지 않았다. 구조대는 다음날 아침에 안전이 확보되면 추가 작업을 진행한다고 하였다. 구조 작업은 다음날 오후에 시작되었고, 추가 사망자 및 생존자가 없어서 11월 25일에 구조가 중단되었다.

## 여파
총 사망자 수는 54명이며, 국적별로는 다음과 같다.
| 국적       | 사망자 수 |
| ---------- | --------- |
| 라트비아   | 51명      |
| 러시아     | 2명       |
| 아르메니아 | 1명       |
| 총 합      | 54명      |

라트비아 경찰은 사망자 명부를 공개하였다. 이 목록에는 2차 붕괴로 인하여 사망한 소방관 3명이 포함되었다.
참사 이후, 리가 시장 닐스 우샤코우스는 리가 시내에 있는 Re&Re에서 건축한 모든 건물에 대해 정밀 진단을 하라는 명령을 내렸다. 막시마 슈퍼마켓 지붕 공사를 하던 건물 뒤의 아파트 개발사는 사고 이후아파트 건설이 보류되었다고 말했다. 아파트 건물 자체는 사고 여파로 손상되지 않았다.

## 반응
라트비아 대통령 안드리스 베르진슈는 아르메니아인 1명이 사망한 것에 대해 아르메니아 정부에 애도의 뜻을 전했다. 리가 시장 닐스 우샤코우스는 막시마 건물을 철거하고 그 자리에 위령비를 세울 것을 검토하였다.

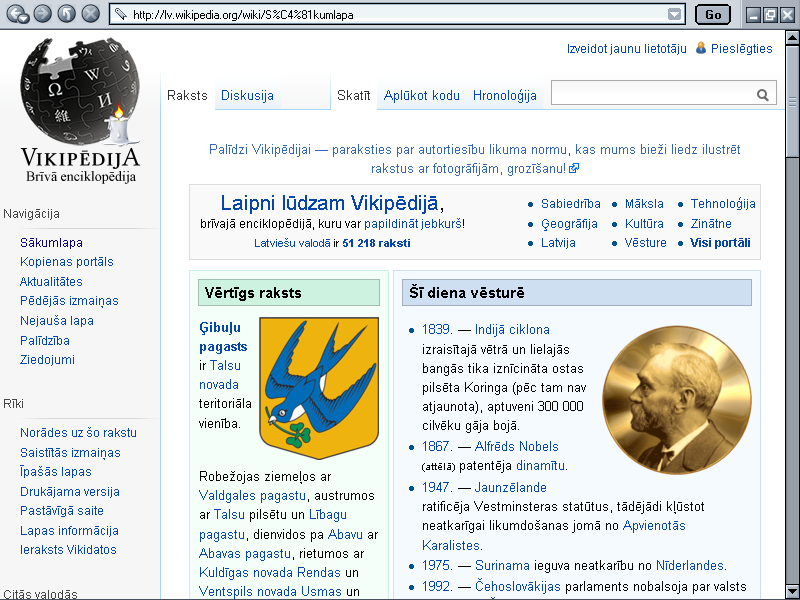
라트비아어 위키백과의 로고 변경

라트비아어 위키백과를 포함한 여러 라트비아의 웹 사이트에서는 로고 색을 검은색으로 바꾸고 촛불을 추가하였거나, 애도의 뜻을 전하는 배너를 게시하였다. 라트비아 TV의 방송 화면 로고 위에 검은 리본이 추가되었고 프로그램 진행자들도 리본을 착용하였다. 라트비아의 모든 TV 방송국 및 뉴스 웹 사이트 Delfi는 붕괴 이후 3일간 모든 광고 게재를 중단하였다.
붕괴 사고 이후에 예정되었던 스포츠 및 문화 행사도 취소되었다. 라트비아 문화부에서는 미술 및 음악 학교를 비롯한 문화 관련 기관에서 사고 기간 동안의 적절한 처신을 담부하였다. 많은 라트비아 대사관에서는 애도의 글을 남길 수 있도록 하였고, 여러 교회는 희생자들을 위한 기도를 하는 사람들을 많이하였다.
슈퍼마켓 소유주 막시마는 발트 3국 내 모든 상점에서 3일간 애도의 기간을 가졌고, 크리스마스 장식의 조명을 밝히지 않았고, 음악 재생을 중단하였다. 그 기간 동안 광고를 중단하였으나, 막시마 광고가 붕괴가 일어난 목요일 저녁 및 금요일 저녁까지도 방영되었다. 막시마 라트비아 경영진들은 희생자 가족들에게 애도를 표하였으며, 긴급 회의 이후 모든 막시마 상점의 안전 진단을 시행하겠다고 밝혔다.

### 정치권
11월 23일 라트비아 대통령 안드린스 베르진슈는 붕괴 사고가 힘 없는 사람들에 대한 살해이며 주도자들은 구속되어야 한다고 밝혔으며, 라트비아 건축가들과 연관되지 않은 제3국에서 조사할 필요가 있다고 밝혔다. 또한 라트비아의 현행법상 자연인이 책임을 회피할 수 있는 구조를 개선해야 한다고 밝혔다. 리가 주재 BBC 뉴스 특파원은 대통령이 외국 수사관에 의한 범죄 수사를 요청하였음을 밝히면서 라트비아의 경제권을 쥐고 있는 회사들이 정치권과 결탁해 있어서 공정한 수사를 진행할 수 없다고 하였다.
라트비아 총리 발디스 돔브로우스키스는 11월 27일 현 상황에서는 국회가 지지하는 강한 정부가 필요하며 사건의 책임을 지고 사임한다고 하였다. 붕괴가 일어난 날부터 결심하고 있었고 대통령과의 회의에서 결정하였다고 하였으나, 대통령의 권유로 사임한 것은 아니라고 하였다. 여론 조사에 의하면 많은 사람들은 리가 시장 닐스 우샤코우스도 사임하기를 바라고 있었다. 한 정치 평론가에 의하면 리가 시내의 건축물을 관리하는 책임은 리가 시의회에 있기 때문에 이 사건에 대한 정치적 책임은 총리가 아닌 리가 시장이 져야 한다고 하였다. 붕괴 사고 이후 여러 전문가들은 공사 관리가 느슨해진 이유로 국가적인 건축 검사 제도의 폐지를 지적하였다. 이 조치는 2009년 발디스 돔브로우스키스 정권에서 이루어졌으며, 세계 경제 위기로 인한 예산 감축의 일부로 지자체의 건축 검사가 같은 기능을 한다는 이유로 폐지되었다. 우샤코우스 시장은 이 때문에 돔브로우스키스 총리가 책임을 져야 한다고 밝혔으나, 당시 그는 라트비아의 국회의원이었고 이 조치를 지지하였다.
막시마의 소유주는 리투아니아계 기업이며, 기업의 고위층에서 책임을 지려고 하지 않았기 때문에 라트비아와 리투아니아 사이의 외교 문제로도 번졌다. 막시마 라트비아의 CEO는 이 사건의 책임을 져야 한다는 의견에 대해서 자신은 사임할 필요가 없다고 밝혀서 라트비아 정치권의 반발을 일으켰고, 라트비아 외교부는 리투아니아 대사를 소환하여 공식적으로 항의하였다. 항의의 여파로 CEO가 교체되었고 리투아니아 측에서도 그의 발언에 대해서 사과하였다.

### 해외 반응
에스토니아, 리투아니아, 러시아에서는 구조대 파견 의사를 밝혔으나 라트비아에서 거절하였다. 리투아니아와 에스토니아는 11월 24일을 애도의 기간으로 선포하였다.
유럽 위원회 의장 조제 마누엘 바호주, 아르메니아 대통령 세르지 사르키샨, 에스토니아 대통령 토마스 헨드릭 일베스, 핀란드 대통령 사울리 니니스퇴, 발트 국가 교황 대사 및 교황 프란치스코, 리투아니아 대통령, 총리, 국회 의장 러시아 대통령 블라디미르 푸틴, 스웨덴 외무부 장관 칼 빌트, 터키 대통령 압둘라 귈, 독일 대통령 요아힘 가우크가 조의를 밝혔다.

## 같이 보기
- 2013년 리가 성 화재
- 삼풍백화점 붕괴 사고
- 2013년 다카 근교 건물 붕괴 사고